# زينب عبد الرزاق
زينب عبد الرزاق حسن سلامة هي كاتبة وصحفية مصرية وتشغل حاليا رئيس تحرير مجلة ديوان الأهرام. -نائب رئيس تحرير الأهرام رئيس قسم الحوارات سابقا.

## الحياة المهنية والعلمية
زينب تخرجت من كلية الآداب قسم الصحافة جامعة الإسكندرية عام 1989، تقدير جيد جدا.حصلت على دورة تدريبة على التقديم التليفزيونى  بمركز ادهم سنتر بالجامعة الأمريكية 2016، وحصلت على دبلوم من معهد الدرسات العليا للطفولة جامعة عين شمس  عام 1991.

## من أعمالها
- صدر لها كتاب «فاتن حمامة» سنة 2016 عن دار الشروق وحقق أعلى مبيعات لعام 2016[1]
- ارشيف خاص ضخم من فنون العمل الصحفي المختلفة، تتضمن الأخبار والتحقيقات، والتغطية الخبرية، والانفرادات الصحفية.
- حوارات متعددة مع كبار المفكرين والمثقفين والسياسينً المصريين والعرب، وتغطية العديد من الأحداث في مواقعها خارج مصر.
- إخراج وكتابة سيناريو فيلم استقصائى بعنوان «حق مر» تم عرضه في مهرجان طوكيو السينمائي عام 2009.
- إعداد عدد من الافلام الوثائقية مثل  (جيفارا عاش، الصمت والصدى، لموا الكراريس، ثرثرة فوق البحر).
- برنامج مكتبة الاسرة بالتليفزيون المصرى.وبرنامج أهل الراى ب قناة دريم.
- من مؤسسي برنامج العاشرة مساء على قناة دريم (2005 – 2016)
- من مؤسسسي مجلة نصف الدنيا مع الكاتبة سناء البيسى ي  من سنة 1990 إلى 2011
- المشاركة في عشرات المؤتمرات المختلفة داخل مصر، وعربيا، ودوليا.

أتى هذا الكتاب بالتزامن مع الذكرى المئوية لميلاد إحسان عبد القدوس، وبالتزامن أيضًا مع مرور 30 عاما على رحيله، وقد أصدرت هذا الكتاب الدار المصرية اللبنانية للنشر، في القاهرة، وهو من إعداد الكاتبة الصحفية زينب عبد الرزاق.

- أتى هذا الكتاب بالتزامن مع الذكرى المئوية لميلاد إحسان عبد القدوس، وبالتزامن أيضًا مع مرور 30 عاما على رحيله، وقد أصدرت هذا الكتاب الدار المصرية اللبنانية للنشر، في القاهرة، وهو من إعداد الكاتبة الصحفية زينب عبد الرزاق.كتاب«إحسان عبد القدوس- معارك الحب والسياسة» 2019 [2]
- مقال...دعوة للشباب لمعرفة (قصة الحضارة)[3]

## الجوائز
- فازت بجائزة الحوار الصحفى من مؤسسة الاهرام عام 2010

## وصلات خارجية
- ديوان الأهرام
- كتاب حمامة